# Sandor Katz
Pour les articles homonymes, voir Katz.
 (juin 2025).
La mise en forme du texte ne suit pas les recommandations de Wikipédia : il faut le « wikifier ».
Les points d'amélioration suivants sont les cas les plus fréquents. Le détail des points à revoir est peut-être précisé sur la page de discussion.
- Les titres sont pré-formatés par le logiciel. Ils ne sont ni en capitales, ni en gras.
- Le texte ne doit pas être écrit en capitales (les noms de famille non plus), ni en gras, ni en italique, ni en « petit »…
- Le gras n'est utilisé que pour surligner le titre de l'article dans l'introduction, une seule fois.
- L'italique est rarement utilisé : mots en langue étrangère, titres d'œuvres, noms de bateaux, etc.
- Les citations ne sont pas en italique mais en corps de texte normal. Elles sont entourées par des guillemets français : « et ».
- Les listes à puces sont à éviter, des paragraphes rédigés étant largement préférés. Les tableaux sont à réserver à la présentation de données structurées (résultats, etc.).
- Les appels de note de bas de page (petits chiffres en exposant, introduits par l'outil «  Source ») sont à placer entre la fin de phrase et le point final[comme ça].
- Les liens internes (vers d'autres articles de Wikipédia) sont à choisir avec parcimonie. Créez des liens vers des articles approfondissant le sujet. Les termes génériques sans rapport avec le sujet sont à éviter, ainsi que les répétitions de liens vers un même terme.
- Les liens externes sont à placer uniquement dans une section « Liens externes », à la fin de l'article. Ces liens sont à choisir avec parcimonie suivant les règles définies. Si un lien sert de source à l'article, son insertion dans le texte est à faire par les notes de bas de page.
- La présentation des références doit suivre les conventions bibliographiques. Il est recommandé d'utiliser les modèles {{Ouvrage}}, {{Chapitre}}, {{Article}}, {{Lien web}} et/ou {{Bibliographie}}. Le mode d'édition visuel peut mettre en forme automatiquement les références.
- Insérer une infobox (cadre d'informations à droite) n'est pas obligatoire pour parachever la mise en page.

Pour une aide détaillée, merci de consulter Aide:Wikification.
Si vous pensez que ces points ont été résolus, vous pouvez retirer ce bandeau et améliorer la mise en forme d'un autre article.
Sandor Ellix Katz (né le 20 mai 1962) est un écrivain culinaire américain et un militant pour une nourriture saine faite à la maison, favorisant l'autonomie alimentaire notamment avec les méthodes de conservation et de transformation des aliments en utilisant les techniques de fermentation.

## Carrière
Autoproclamé « fétichiste de la fermentation » et « revivaliste de la fermentation » , Katz a animé des centaines d'ateliers culinaires aux États-Unis, et son livre Wild Fermentation (première édition en 2003 - réédité dans une nouvelle version en 2016 - traduit en français sous le titre Fermentation naturelle en 2024) a été qualifié de classique,  « la bible pour ceux qui se lancent dans des projets de cuisiner à la maison grâce au levain ou la choucroute », et « particulièrement connu pour susciter l'enthousiasme des gens pour la fermentation des aliments ». Il a été nommé l'un des meilleurs « provocateurs, créateurs de tendances et agitateurs » par le magazine Chow en 2009.

## Vie privée
Sandor Katz était un activiste politique bien avant d'être un fétichiste de la fermentation. Fils aîné d'une famille juive ashkénaze originaire polonais et lituanien progressistes, Katz a grandi à New York, dans l'Upper West Side. Ses grands-parents ont immigré de Biélorussie en 1920, alors partie de l'Union soviétique. C'est dans une épicerie célèbre de ce quartier qu'il a eu ces premiers contacts avec la nourriture fermenté et notamment la choucroute et les Pickles en  saumure. Il a toujours été actif dans des campagnes politiques ou de défense des droits : dès l'âge de dix ans, en 1972, il passait ses après-midi au coin des rues à distribuer des macarons pour George McGovern.
À Brown, en tant qu'étudiant, Katz est devenu une figure bien connue : un hippie s'inspirant d'Abbie Hoffman, avec une énorme chevelure bouclée. Ses causes étaient classiques pour l'époque : défense des droits des homosexuels, lutte contre l'apartheid, retrait des États-Unis de l'Amérique centrale.
Il est ouvertement gay, un survivant du sida, et a commencé son expérimentation de fermentation alors qu'il vivait dans une communauté rurale et hors réseau de Radical Faerie dans le Tennessee.

## Culture populaire
Katz a été le sujet de la chanson punk rock de 2009 Human(e) Meat (The Flensing of Sandor Katz), une réponse végétalienne satirique au chapitre de 2006 de Katz sur « L'éthique végétarienne et la viande humaine » dans The Revolution Will Not Be Microwaved.

## Publications

### Publications culinaires sur la fermentation

#### Traduits en français
- Sandor Ellix Katz (trad. Pierre Bertrand), Fermentation naturelle : La révolution des aliments vivants : économiques & bons pour la santé ! [« Wild Fermentation: The Flavor, Nutrition, and Craft of Live-Culture Foods (en) »], Les Éditions Ulmer, 2024, 370-01 éd. (ISBN 978-2-37922-370-9)
- Sandor Ellix Katz (trad. Pierre Bertrand, préf. Michael Pollan), Fermentations ! légumes, fruits, céréales, légumineuses, produits laitiers, boissons, viande, poisson... [« The Art of Fermentation : an in-depth exploration of essential concepts and processes from around of the world »], Terre vivante, 2017 (ISBN 978-2-36098-318-6, BNF 45598975)
- Sandor Ellix Katz (trad. Pierre Bertrand), Le tour du monde de la fermentation : traditions, techniques et recettes [« Fermentation journeys: recipes, techniques and traditions from around the world »], Terre vivante, 2022 (ISBN 978-2-36098-752-8, BNF 47155309)

#### Non traduits
- Sandor Ellix Katz, The Revolution Will Not be Microwaved: Inside America's Underground Food Movements, White River Junction, Vt., Chelsea Green Publ., 2006 (ISBN 1933392118)
- Sandor Ellix Katz, Sandor Katz's Fermentation Journeys, Chelsea Green Publishing Company, 2021 (ISBN 9781645020349)

### Essais
- Sandor Katz, Anne Frank: Voice of Hope, Chelsea House Publishers, coll. « (Junior World Biographies) », 1995 (ISBN 0-7910-2120-3)

- Sandor Katz, Whoopi Goldberg: Performer with a Heart, Chelsea House Publishers, coll. « (Junior Black Americans of Achievement) », 1996 (ISBN 0-7910-2396-6)